# Charles Dance
Walter Charles Dance, OBE (Redditch, 10 de outubro de 1946) é um ator britânico.Ele é conhecido por interpretar personagens e vilões rigorosos e autoritários. Seus papéis mais famosos são Guy Perron na série The Jewel in the Crown, Aredian, o Witchfinder na série Merlin, Mestre Vampiro no filme "Dracula Untold", Dr. Clements, o doutor da penitenciária Fury 161, que se torna um confidente de Ellen Ripley no filme Alien 3 (1992), Sr. Benedict em Last Action Hero (1993) e Lorde Tywin Lannister na série Game of Thrones da HBO.
Dance foi nomeado um Oficial do Império Britânico em 17 de junho de 2006.

## Biografia
Dance nasceu em Redditch, Worcestershire, filho de Eleanor, uma cozinheira, e Walter Dance, um engenheiro. Ele cursou Widey Technical School for Boys em Manadon. Ele inicialmente queria uma carreira como designer gráfico depois de se formar na Plymouth College of Art, antes de seguir a carreira artística.

## Filmografia

### Cinema
- For Your Eyes Only (1981)
- Plenty (1985)
- The Golden Child (1986)
- Out on a Limb (1987)
- White Mischief com Greta Scacchi (1987)
- Good Morning, Babylon (1987)
- Hidden City (1987)
- Pascali's Island (1988)
- The Phantom of the Opera (1990)
- Alien 3 (1992)
- Kalkstein (Italy, 1992)
- Last Action Hero (1993)
- China Moon (1994)
- Kabloonak (1994, Paris Film Festival Award for Best Actor 1996)
- Century (1994)
- Shortcut to Paradise (Spain, 1994)
- Space Truckers (1996)
- Michael Collins (1996)
- The Blood Oranges (1997)
- What Rats Won't Do (1998)
- Don't Go Breaking My Heart (1998)
- Hilary and Jackie (1998)
- Gosford Park (2001)
- The Life and Adventures of Nicholas Nickleby (2001)
- Dark Blue World (2001)
- Black and White (2002)
- Ali G Indahouse (2002)
- Swimming Pool (2003)
- Dolls (2006)
- Scoop (2006)
- Starter for 10 (2006)
- The Contractor (2007)
- Ironclad (2011)
- Your Highness (2011)
- Midnight's Children (2012)
- Underworld: Awakening (2012)
- Patrick (2013)
- Justin and the Knights of Valour (2013)
- Bones of the Buddha (2013), narrator
- Viy (2013)
- Dracula Untold (2014)
- The Imitation Game (2014)
- Michiel de Ruyter (2014)
- Child 44 (2015)
- The Woman in Gold (2015)
- Pride and Prejudice and Zombies (2015)
- Victor Frankenstein (2015)
- "Me before you" (2016)

• Ghostbusters (2016)

### Televisão
- Father Brown (um episódio, "The Secret Garden") como Commandant Neil O'Brien (1974)
- Edward the Seventh (episodes 8–9) como Prince Eddy (1975)
- The Jewel in the Crown como Guy Perron (1984)
- First Born como Edward Forester (1988)
- The Phantom of the Opera como Erik (1990)
- Rebecca como Maxim de Winter (1997)
- The Real Spartacus (Documentary) Narrador (2000)
- Foyle's War (um episódio, "The White Feather") como Guy Spencer (2002)
- Henry VIII como Eduardo Stafford, 3.º Duque de Buckingham (2003)
- Saint John Bosco: Mission to Love (2004)
- Fingersmith como Mr Lilly (2005)
- Bleak House como Mr. Tulkinghorn (2005)
- Marple: By the Pricking of My Thumbs como Septimus Bligh (2006)
- Jam & Jerusalem como ele mesmo (2009)
- Trinity como Dr. Edmund Maltraver (2009)
- Merlin (one episode, "The Witchfinder") como Aredian (2010)
- Going Postal como Havelock Vetinari (2010)
- This September (two episodes) como Edmund Aird (2010)
- Game of Thrones (recurrente Season 1, regular seasons 2-4) como Tywin Lannister (2011–2014)
- Neverland como Dr. Richard Fludd (2011)
- Secret State (2012)
- Strike Back: Vengeance como Conrad Knox (2012)
- Top Gear appeared in Series 20, Episode 1 (2013)
- The Great Fire como Lord Denton (2014)
- Childhood's End como Karellen (2015)[3]
- Deadline Gallipoli como Sir Ian Hamilton (2015)
- The Crown como Lord Mountbatten (2019)

### Teatro
- Toad of Toad Hall como Badger (1971)
- The Beggar's Opera como Wat Dreary (Chichester Festival Theatre, 1972)
- The Taming of the Shrew como Philip (Chichester, 1972)
- Three Sisters como Soliony (Greenwich Theatre, 1973)
- Hans Kohlhaus como Meissen (Greenwich, 1973)
- Born Yesterday como Hotel Manager (Greenwich, 1973)
- Saint Joan como Baudricourt (Oxford Festival, 1974)
- The Sleeping Beauty como Prince (1974)
- Travesties como Henry Carr (Leeds Playhouse, 1977)
- Hamlet como Fortinbras / Reynaldo / Player (RSC The Other Place 1975; The Roundhouse, 1976)
- Perkin Warbeck como Hialas / Astley / Spanish Ambassador (RSC The Other Place, 1975)
- Richard III como Catesby / Murderer (RSC The Other Place, 1975)
- Henry V como Henry V (RSC Glasgow and New York, 1975)
- Henry IV, Part One e Henry IV, Part Two como Prince John of Lancaster (RSC Stratford, 1975; Aldwych Theatre, 1976)
- As You Like It como Oliver (RSC Stratford, 1977; Aldwych, 1978)
- Henry V como Scroop / Williams (RSC Stratford, 1977)
- Henry VI, Part 2 como Buckingham (RSC Stratford, 1977; Aldwych, 1978)
- The Jail Diary of Albie Sachs como Whistling Guard / Freeman (RSC Donmar Warehouse, 1978; The Other Place, 1979)
- Coriolanus como um tenente volsco (RSC Stratford, 1977)
- Coriolanus como Tulo Aufídio (Aldwych, 1978 and 1979)
- The Women Pirates como Blackie / Vosquin (RSC Aldwych, 1978)
- The Changeling como Tomazo (RSC Aldwych, 1978)
- Irma la Douce como Nestor (Shaftesbury Theatre, 1979)
- The Heiress como Morris Townsend (1980)
- Turning Over como Frank (Bush Theatre, 1983)
- Coriolanus como Coriolano (RSC Stratford and Newcastle upon Tyne, 1989; Barbican Theatre, 1990)
- Three Sisters como Vershinin (Birmingham Rep, 1998)
- Good como John Halder (Donmar Warehouse, 1999)
- Long Day's Journey into Night como James Tyrone (Lyric Theatre, 2000)
- The Play What I Wrote como convidado (Wyndham's Theatre, 2001–2002)
- Celebration como Richard (Gate Theatre, Dublin; Albery Theatre, 2005)
- The Exonerated (Riverside Studios, Hammersmith, London, 2006)
- Eh Joe como Joe (Parade Theatre, Sydney, 2006)
- Shadowlands como C. S. Lewis (Wyndham's Theatre, 2007 and Novello Theatre 2007–2008)

- A History of Britain (TV series) Ep.15 - "The Two Winstons" como Winston Churchill (voice acting, document reading, 2000)

### Video Games
- The Witcher 3: Wild Hunt como Imperador Emhyr var Emreis (2015)[4]